# Pternidora
Pternidora là một chi bướm đêm thuộc phân họ Olethreutinae trong họ Tortricidae.

## Các loài
- Pternidora phloeotis Meyrick, 1911